# 三條嚴子
三條嚴子（さんじょう たかこ/いずこ、藤原嚴子，1351年—1407年2月14日），南北朝時代、室町時代女性。后圆融天皇後宮，後小松天皇、珪子内親王生母，院号通陽門院，准三宮，父内大臣三条公忠。

## 生平
正平六年（1351年）三條嚴子出生，建德二年（1371年），入侍緒仁親王（即后圆融天皇）为上臈女房。作家海音寺潮五郎称後小松天皇实际上足利义满之子。後小松天皇践祚後、弘和3年（1383年）十一月位从二位，应永2年（1395年）四月为准三宮、应永3年（1396年）七月廿四受院号宣下。应永13年十二月廿七（1407年2月14日）日，三條嚴子以五十六岁薨逝。